# Code and Other Laws of Cyberspace
Code and Other Laws of Cyberspace (Kurztitel: Code) ist ein Sachbuch des US-amerikanischen Verfassungsrechtlers Lawrence Lessig, das im Jahr 1999 erschienen ist. Eine deutsche Übersetzung kam 2001 unter dem Titel Code und andere Gesetze des Cyberspace heraus. Eine zweite Auflage erschien im Jahr 2006 unter dem Titel Code: Version 2.0.

## Inhalt
Lessigs Ausgangspunkt sind die Entwürfe, die Mitte der 1990er Jahre über den sich damals entwickelnden Cyberspace entstanden waren: Einerseits die von den Science-Fiction-Autoren Vernor Vinge und Tom Maddox entworfene Gefahr, dass das Internet sich zu einem staatlichen und wirtschaftlichen Überwachungsapparat entwickeln könne. Andererseits die klassischen Texte zur Internetsoziologie, allen voran die Unabhängigkeitserklärung des Cyberspace von John Perry Barlow, in der der virtuelle Raum der Rechnernetze aus liberaler Sicht als ein sich entwickelnder Ort der Freiheit beschrieben worden war. Ziel sei es gewesen, eine „freiheitliche Utopie“ zu entwickeln: „Dort sollte ein staatsferner Raum entstehen.“
Lawrence Lessig geht, wie Vinge und Maddox, davon aus, dass das Netz einer zunehmenden Regulierung unterliegen werde. Er ist jedoch der Ansicht, dass die Rolle des Staates nicht einseitig negativ zu beurteilen sei: „Der Staat ist unerlässlich für den Schutz der Freiheit…“ Er sucht deshalb nach einem vermittelnden Weg zwischen der liberalen Freiheit, in der nur die Unsichtbare Hand zur gesellschaftlichen Steuerung verbliebe, und einem staatlichen Dirigismus, der wenige Jahre vor dem Erscheinen seines Buches in Osteuropa gescheitert war. Dort habe man gesehen, was passiere, wenn der Staat sich völlig aus seiner regulierenden Rolle zurückziehe und Wirtschaft und organisierte Kriminalität an seine Stelle trete. Der Staat werde und dürfe nicht verschwinden, er werde auch im Cyberspace benötigt, um Freiheit zu gewährleisten.
Der „Code“, und zwar die Hardware und die Software, bestimme die jeweilige Gestalt des Cyberspace und damit auch die Freiräume des einzelnen ebenso wie das Recht. Deshalb formuliert Lessig: „Der Code ist das Gesetz“ (Code is law).
Ein wirksames Gegenmittel zu den faktischen Beschränkungen der Freiheit sieht er aber nicht in bestimmten rechtlichen Regeln, sondern, im Anschluss an die Tradition der amerikanischen Gründerväter, in der Verfassung als einer „Lebensform …, die gesellschaftliche und staatliche Macht strukturiert und begrenzt, um bestimmte Grundwerte zu schützen“. In der Offenlegung des Codes, wie er in der Open-Source-Bewegung praktiziert wird, sieht Lessig eine wirksame Möglichkeit, Willkür zu beschränken.

## Code: Version 2.0
Die zweite Auflage von „Code“, die unter dem Titel Code: Version 2.0 veröffentlicht worden ist, wurde im Zeitraum 2005–2006 in einem Wiki gemeinsam mit Studenten der Universität Stanford und der Cardozo Law School sowie mit der Community geschrieben und später unter der Creative-Commons-Lizenz CC-by-sa 2.5 sowohl als gedrucktes Buch als auch online im Format PDF veröffentlicht. Es trägt die Widmung: To Wikipedia, the one surprise that teaches more than everything here („für Wikipedia, derjenigen Überraschung, die uns mehr als alles andere hier lehrt“). Die Einnahmen aus dem Buch spendete Lessig an Creative Commons.

## Ausgaben
- Lawrence Lessig: Code and other laws of cyberspace. Basic Books, New York 1999, ISBN 978-0-465-03912-8.
- Lawrence Lessig: Code: Version 2.0. Basic Books, New York 2001, ISBN 978-0-465-03914-2 (Online-Ausgabe (PDF; 4,3 MB); das Werk wurde unter der Lizenz CC-by-sa 2.5 veröffentlicht).
- Lawrence Lessig: Code und andere Gesetze des Cyberspace. Berlin Verlag, Berlin 2001, ISBN 3-8270-0404-7 (englisch: Code and other laws of cyberspace. Übersetzt von Michael Bischoff, deutsche Übersetzung der ersten Auflage).